# Lleó marí del Japó
El lleó marí del Japó (Zalophus japonicus) és una espècie extinta de carnívor de la família dels otàrids. Era un mamífer marí que probablement s'extingí durant la dècada del 1970. Fou considerat una subespècie de Z. californianus fins al 2003. Vivia al mar del Japó, sobretot a les zones costaneres de l'arxipèlag japonès i de la península de Corea. En general paria a platges de sorra obertes i planes, però de vegades també a zones pedregoses. Els lleons marins del Japó foren caçats comercialment al segle xx, fet que conduí a la seva extinció.

## Descripció

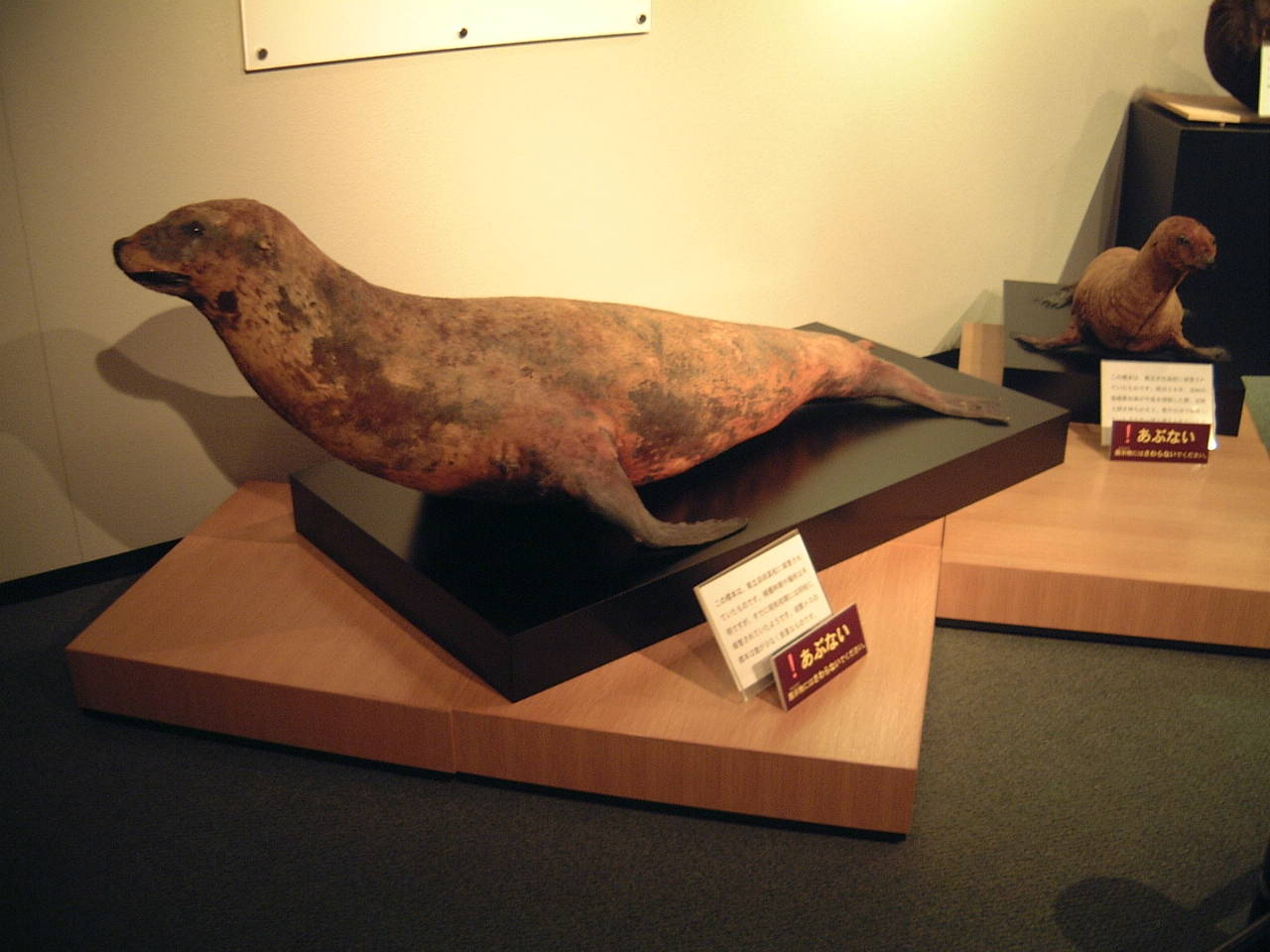
Espècimens dissecats

Els mascles eren de color gris fosc, pesaven entre 450 i 560 kg i feien entre 2,3 i 2,5 metres. Les femelles eren significament més petites (fins a 1,64 metres de llargada) i tenien un color gris més clar que el dels mascles.